# Lighea (album)
Lighea è il secondo album della cantautrice italiana Lighea, pubblicato nel 1995 dall'etichetta discografica PolyGram e distribuito dalla Carosello.
La produzione è curata da Nazzareno Nazziconi.

## Tracce
CD (Carosello 300 500-2 (PolyGram)
1. Rivoglio la mia vita – 3:11 (Lighea, Michele Pecora, Zenonazza)
2. E basta – 3:35 (Lighea, Michele Pecora, Zenonazza)
3. Hei Dio – 3:35 (Lighea, Michele Pecora, Zenonazza)
4. Onestamente – 3:21 (Lighea, Michele Pecora, Zenonazza)
5. Se non è facile – 3:18 (Lighea, Michele Pecora, Zenonazza)
6. Sono viva – 3:28 (Lighea, Michele Pecora, Zenonazza)
7. Le cose che non riusciamo a terminare mai – 3:42 (Lighea, Michele Pecora, Zenonazza)
8. Tutto va bene – 3:30 (Lighea, Michele Pecora, Zenonazza)
9. Giù il cappello – 3:55 (Lighea, Michele Pecora, Zenonazza)
10. Non va – 3:17 (G. Drudi, C. Pollarini, S. Bianchi)

Durata totale: 34:52

## Formazione
- Lighea: voce
- Michele Pecora: chitarra acustica, chitarra elettrica
- Massimo Saccutelli: tastiera, pianoforte
- Gioele Zampa: fisarmonica
- Massimo Varini: chitarra elettrica, cori
- Claudio Golinelli: basso
- David Sabiu: batteria
- Bob Zoli: chitarra
- Emiliano Finucci: viola
- Silvia Badaloni: violino
- Andrea Basili: violoncello
- Beppe Gismondi: sax
- Eugenio Mori, Marco Mangelli, Fabio Coppini, Maurizio Cinesi, Odette Engome Seppo: cori